# Фишер, Карл фон

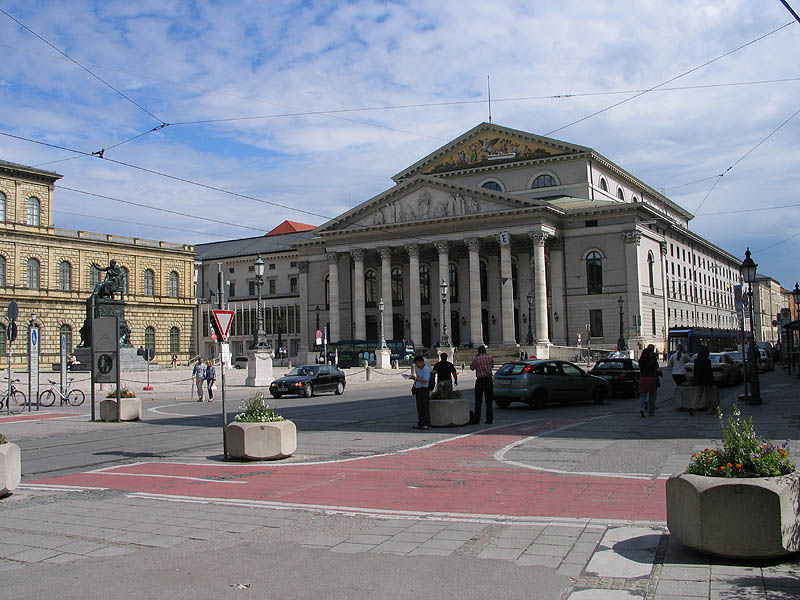
Национальный театр в Мюнхене

Карл фон Фишер (нем. Karl (Carl) von Fischer; 19 сентября 1782, Мангейм — 11 февраля 1820, Мюнхен) — немецкий архитектор, представитель классицизма.

## Биография
Карл фон Фишер начал изучать архитектуру в 1796 году, затем три года учился зодчеству в Вене. В 1808 году стал профессором архитектуры, первым профессором архитектуры Мюнхенской академии изящных искусств. Подавляющее большинство (а именно 36) построек авторства Фишера было уничтожено в результате бомбардировок в годы Второй мировой войны. Дом самого Фишера был разрушен нацистами для возведения на его месте «Храма Славы» НСДАП.
Среди сохранившихся работ Карла фон Фишера — здание мюнхенского Национального театра, расположенные также в Мюнхене дворец принца Карла и больница у Зендлингских ворот.
Карл фон Фишер умер от рака лёгких, вызванного туберкулёзом и был похоронен на Старом южном кладбище Мюнхена.